# Championnat d'Europe de poursuite par équipes féminin (moins de 23 ans)
Le Championnat d'Europe de poursuite par équipes féminin moins de 23 ans est le championnat d'Europe de poursuite par équipes organisé annuellement par l'Union européenne de cyclisme pour les cyclistes âgées de moins de 23 ans. Le championnat organisé depuis 2008, a lieu dans le cadre des championnats d'Europe de cyclisme sur piste juniors et espoirs.

## Palmarès
| Année | Or                                                                                      | Argent                                                                                                  | Bronze                                                                                   |
| ----- | --------------------------------------------------------------------------------------- | --- | ---------------------------------------------------------------------------------------- |
| 2008  | Grande-Bretagne Elizabeth Armitstead Katie Colclough Joanna Rowsell                     | France Élodie Henriette Audrey Cordon Pascale Jeuland                                                   | Russie Viktoriya Kondel Oxana Kozonchuk Maria Mishina                                    |
| 2009  | Ukraine Svitlana Galyuk Lesya Kalitovska Anna Nagirna                                   | Belgique Jolien D'Hoore Jessie Daams Kelly Druyts                                                       | Allemagne Lisa Brennauer Laura Dittmann Franziska Merten                                 |
| 2010  | Belgique Jessie Daams Jolien D'Hoore Kelly Druyts                                       | Pologne Renata Dabrowska Katarzyna Pawłowska Małgorzata Wojtyra                                         | Russie Alfiya Khabibulina Elena Lichmanova Irina Molicheva                               |
| 2011  | Grande-Bretagne Katie Colclough Danielle King Laura Trott                               | Pologne Eugenia Bujak Katarzyna Pawłowska Malgorzata Wojtyra                                            | Russie Alexandra Goncharova Elena Lichmanova Lidia Malakhova                             |
| 2012  | Russie Elena Lichmanova Lidia Malakhova Galina Streltsova                               | Belgique Jolien D'Hoore Sarah Inghelbrecht Gilke Croket                                                 | Italie Giulia Donato Maria Giulia Confalonieri Chiara Vannucci                           |
| 2013  | Russie Maria Mishina Svetlana Kashirina Aleksandra Chekina Gulnaz Badykova              | Ukraine Inna Metalnikova Hanna Solovey Anzela Pryimak Olena Demydova                                    | Italie Elena Cecchini Beatrice Bartelloni Maria Giulia Confalonieri Chiara Vannucci      |
| 2014  | Russie Alexandra Goncharova Aleksandra Chekina Tamara Balabolina Gulnaz Badykova        | Biélorussie Marina Shmayankova Ina Savenka Volha Masiukovich Polina Pivovarova                          | Italie Elena Cecchini Beatrice Bartelloni Maria Giulia Confalonieri Francesca Pattaro    |
| 2015  | Biélorussie Ina Savenka Marina Shmayankova Polina Pivovarova Katsiaryna Piatrouskaya    | Allemagne Anna Knauer Gudrun Stock Mieke Kröger Lisa Klein                                              | Russie Tamara Balabolina Natalia Mozharova Aleksandra Chekina Gulnaz Badykova            |
| 2016  | Grande-Bretagne Emily Kay Dannielle Khan Manon Lloyd Emily Nelson                       | Italie Martina Alzini Michela Maltese Francesca Pattaro Claudia Cretti                                  | Pologne Monika Graczewska Justyna Kaczkowska Lucja Pietrzak Daria Pikulik                |
| 2017  | Italie Martina Alzini Elisa Balsamo Marta Cavalli Francesca Pattaro                     | Pologne Justyna Kaczkowska Weronika Humelt Nikol Plosaj Wiktoria Pikulik Daria Pikulik Alicja Ratajczak | Allemagne Franziska Brauße Tatjana Paller Gudrun Stock Laura Süßemilch                   |
| 2018  | Italie Martina Alzini Elisa Balsamo Marta Cavalli Letizia Paternoster Vittoria Guazzini | Grande-Bretagne Megan Barker Rebecca Raybould Jessica Roberts Jenny Holl Abigail Dentus                 | Allemagne Laura Süßemilch Michaela Ebert Franziska Brauße Lea Lin Teutenberg             |
| 2019  | Italie Letizia Paternoster Marta Cavalli Elisa Balsamo Vittoria Guazzini                | France Clara Copponi Valentine Fortin Marion Borras Marie Le Net                                        | Allemagne Franziska Brauße Michaela Ebert Lena Charlotte Reißner Laura Süßemilch         |
| 2020  | Italie Marta Cavalli Vittoria Guazzini Martina Fidanza Chiara Consonni                  | Allemagne Franziska Brauße Lin Lea Teutenberg Finja Smekal Lena Charlotte Reißner                       | Pologne Wiktoria Pikulik Karolina Lipiejko Anna Sagan Karolina Kumięga                   |
| 2021  | Italie Chiara Consonni Eleonora Gasparrini Martina Fidanza Silvia Zanardi               | Grande-Bretagne Abi Smith Ella Barnwell Eluned King Sophie Lewis                                        | Pays-Bas Amber van der Hulst Lonneke Uneken Marit Raaijmakers Mylène de Zoete            |
| 2022  | Italie Silvia Zanardi Vittoria Guazzini Eleonora Gasparrini Matilde Vitillo             | Grande-Bretagne Eluned King Ella Barnwell Kate Richardson Sophie Lewis                                  | Allemagne Fabienne Jährig Lana Eberle Lena Charlotte Reißner Hanna Dopjans Marla Sigmund |
| 2023  | Grande-Bretagne Maddie Leech Sophie Lewis Grace Lister Kate Richardson                  | France Heidi Gaugain Constance Marchand Aurore Pernollet Clémence Chéreau Lara Lallemant                | Italie Valentina Basilico Sofia Collinelli Sara Fiorin Matilde Vitillo Lara Crestanello  |
| 2024  | Grande-Bretagne Sophie Lewis Maddie Leech Grace Lister Isabel Sharp                     | Suisse Jasmin Liechti Annika Liehner Janice Stettler Lorena Leu                                         | Italie Sara Fiorin Francesca Pellegrini Federica Venturelli Vittoria Grassi              |
| 2025  | Grande-Bretagne Carys Lloyd Maddie Leech Isabel Sharp Grace Lister                      | Allemagne Seana Littbarski-Gray Messane Bräutigam Hannah Kunz Pia Grünewald Selma Lantzsch              | Belgique Hélène Hesters Lani Wittevrongel Luca Vierstraete Marith Vanhove                |